# 罗伯托·马夏雷利
罗伯托·马夏雷利（義大利語：Roberto Masciarelli，1963年9月5日—），意大利前男子排球运动员。他曾代表意大利国家队参加1992年夏季奥林匹克运动会排球比赛，结果获得第五名。